# Camille Costa de Beauregard
Camilo Costa de Beauregard (n. en Chambery, Francia, 1841 - 25 de marzo de 1910), fue un sacerdote diocesano francés, conocido por el cuidado de huérfanos.

## Infancia y adolescencia
Camilo Costa de Beauregard (o Camille Costa de Beauregard, en francés), nació en Chambery, Francia, en 1841, en el seno de una familia aristócrata francesa y católica. Era hijo del Conde Pantaléon Costa de Beauregard.

## Vida religiosa
Ingresó en 1867, al Seminario Diocesano de su ciudad natal, y fue ordenado sacerdote en 1872, poco tiempo después, nombrado Párroco de su pueblo natal. Entre sus iniciativas, se dedicó a las clases pobres, en particular a los obreros de la asociación mutualista “S. Francisco de Sales” y fundó un orfanato para los niños huérfanos de la epidemia de colera que afectó su ciudad y la región donde vivió. Para poder dedicarse a esta actividad renunció dos veces a ser nombrado obispo. Se destacó por su acción social y su incansable vida de oración.

## Muerte y causa de su beatificación
Camilo Costa de Beauregard murió en Chambery, el 25 de marzo de 1910. En 1991 fueron reconocidas sus virtudes heroicas y en 2024 el Papa Francisco aprobó un milagro atribuido a su intercesión.
Fue beatificado el 17 de mayo de 2025.
Sus restos mortales fueron trasladados del cementerio de Chambery a la iglesia parroquial de dicha ciudad, dónde yacen en una cripta, frente al altar lateral.